# 長短樹
長短樹，是臺灣臺南市後壁區的一個傳統地域名稱，位於該區西部。相較於今日行政區，其範圍大致為長短樹里不含東北端及南部邊界地帶東半段、新東里西北部。
長短樹的地名由來最主要是由於早期因樹木長出來有時候高有時候矮高度不一而命名。早期先民溯八掌溪而上到此開墾，聚落漸大後又在西南發展新聚落，而稱原聚落為「頂長短樹庄」，新聚落為「下長短樹庄」。這裡昔日曾有台糖的鐵道通過。長短樹永安堂彩繪臉譜的打面宋江陣則是台灣僅存的「打面」宋江陣之一。

## 沿革
長短樹地名的由來有兩個說法，一為明鄭時期漢人移民進入此區開墾，見嘉南平原矮樹參差，故取名為長短樹，二則為由此地原名「長苑樹庄」而來。初期來自華南的墾民，溯八掌溪來到頂長短樹庄開墾，在移民增加後在西南方闢建了新的聚落，而原聚落因在北而稱之為頂長短樹庄，新聚落則稱為下長短樹庄。在明鄭時期後壁區多數部落地區已有漢人入台開墾，長短樹庄當然亦不例外，依據諸羅縣志內容記載：在下加苳西南「康熙三十六年，庄民合築長短樹陂」，由此可知開發時期甚早，長短樹庄在清初時其聚落發展已經臻成熟，故能集庄民之力共同築埤以共同解決農業用水問題。。

## 行政區劃
1909年行政區改制，此時長短樹庄的行政區屬鹽水港支廳菁寮區下所轄的下茄苳北堡長短樹庄，並依保甲制度，頂長短樹庄屬於長短樹第一保，1920年再次改制，此區長短樹庄改為大字。根據《後壁香火》記載，清代「長苑樹庄」屬臺南府諸羅縣「下茄苳北堡」，清末以「長短樹庄」之名通行，而「長短樹庄」的範圍就包括頂長里（舊稱「頂長短樹」）、仕安里（舊稱「下長短樹」）、平安里（舊稱「藥店口」）。2010年臺南縣市合併行政區劃改制後村更名為里。2018年，配合台南市府里鄰整併計畫，頂長、仕安、平安三里合併為一里，並命名為「長短樹里」。

## 分區

### 頂長短樹
頂長短樹庄的居民姓氏以蕭姓為主，居民多來自泉州府安溪縣及晉江縣，庄廟永安堂，主祀清水祖師、永安堂宋江陣為國內少數僅存的「打面」宋江陣，屬於長短樹第一保，二戰後將頂長短樹設為一村，以原庄名的前二字命名為頂長里。魚寮、藥店口位居其中的聚落，屬長短樹第二保，二戰後將魚寮和藥店口合為一里，命名平安里。

### 下長短樹
仕安里在頂長里的西南部，舊地名為下長短樹，日治時代依保甲制度，調整為長短樹第六保。二戰後設村，下長短樹一庄設為一村，為紀念此庄陳姓的開基祖陳仕安，而將村名稱之為仕安里。

## 文化與產業

### 糖業鐵道
昔日臺灣糖業鐵路之南北平行預備線中有一條「長短樹線」由新營糖廠經營，自聚落東南側通過，於下長短樹東方設有長短樹信號所，此處共有3條路線匯集，並可自此連絡新營、烏樹林、岸內、南靖四座糖廠，是當年糖業鐵道中重要的車站。然而上述4座糖廠停止製糖後，曾遭到廢棄一段時日，後當地人將長短樹信號所加以整理，並放置一輛機車頭與兩輛蔗廂車，讓人遙想當年糖鐵的意象。至於長短樹線鐵路現已開闢成自行車道。

### 永安堂打面宋江陣
頂長短樹永安堂「打面」宋江陣，從大陸泉州安溪縣傳入，長短樹村莊小，人口較少，採最小編制，成員20人，10人彩繪臉譜，成員在臉上彩繪面譜，裝扮成各種角色，廟內還有「宋江陣梁山人馬彩繪」壁畫，頗具特色，1981年西螺『許報陸』所繪，永安堂開館時祭拜田都元帥及虎爺，在舉行象徵宋江成員「歃血為盟」儀式，待完成儀式後，宋江陣才能展開操練，而且長久以來白衣紅褲更是沒有改變過，為台灣少數僅存的「打面」宋江陣，突顯打面宋江陣的特色傳承一百五十餘年的歷史淵源，是特色藝陣之一。

### 忠孝堂紅面獅陣
〖下長短樹〗〖下過溝〗庄南忠孝堂，主祀岳府千歲，同祀田督元帥，傳說創於明鄭時期，民國57年(1968)新廟落成，「紅面」獅爺據是周氏祖先，於清嘉慶6年從大陸來台定居組訓，紅面獅王爺則是採用竹編而成的獅頭，造型奇特，為一尊紅面獅頭，造型青髮、藍面、紅鼻，當時忠孝堂落成時，原為周氏輪祀，庄民建議將獅王爺供奉在忠孝堂內，遭庄北周氏反對，才又興建金獅館，金獅館供奉〖金師爺〗為主祀，建廟後屬加〖軒〗式建築，故俗稱獅頭廟，每年以農曆2月15日為金師爺千秋日，所屬金獅陣常有演出慶賀。

## 長短樹老樹

### 萬仙榕仔公
位於「頂長短樹」，就有一顆特別的老榕樹，在【長短樹】的馬路西側佔地不大，祂長在陰森森的公墓內，還是由墓塚中冒出來的，此處偏僻，不清楚何時從中長出一顆榕樹，老榕樹茂密枝葉，外觀如傘型，壟罩著後壁區第一公墓，據當地人訴說，老榕樹的所在位子是【萬人堆】專門收治日治時期各地荒塚所清理的無主骨骸，在大家樂時代裡，成為眾人的焦點，吸引許多大家樂迷來朝聖【摃明牌】，老榕樹因此被尊稱為【萬仙榕仔公】。因當地民眾顧忌沒有定期修剪，導致樹下呈陰暗的環境，似乎增添了許多神祕氣息，在當地造墳的土水師說；〖就是種無吃，也無人敢給伊挫，敢給伊剪，動過榕仔公的人攏母是意外就是致重病....〗將近150年的萬仙榕仔公原屬「頂長里」的管轄在當地發生許多堅信不移的傳說，當地人對榕樹公一直以來保持尊重和平共處持續百年。萬仙榕仔公現已是台南市政府保護的珍貴老樹，2010年台南市縣市合併後行政劃分隸屬平安里轄內。